# Le Petit-Maître corrigé
Le Petit-Maître corrigé est une comédie en trois actes et en prose de Marivaux représentée pour la première fois le 6 novembre 1734 par les Comédiens ordinaires du roi, au théâtre de la rue des Fossés Saint-Germain.
Le Petit-Maître corrigé n’eut pas tout le succès qu’elle eût pu mériter. La pièce est une des rares données par Marivaux aux Comédiens-Français plutôt qu’aux Comédiens italiens. Les habitués de la Comédie-Française ont alors des préventions contre Marivaux et, bien que cette pièce bien conduite ait connu seulement deux représentations, elle continua à être jouée de temps en temps jusqu’en 1762. Elle y est reprise en 2016.

## Personnages
- Le Comte, père d’Hortense.
- La Marquise. mère de Rosimond.
- Hortense, fille du comte.
- Rosimond, fils de la marquise.
- Dorimène. aventurière de petite noblesse
- Dorante, ami de Rosimond.
- Marton, suivante d’Hortense.
- Frontin, valet de Rosimond.

## L’intrigue
(janvier 2017).
Améliorez-le ou discutez des points à vérifier. 
Le marquis Rosimond arrive de Paris pour épouser une provinciale. Comme il ne fait qu’obéir à ses parents qui ont arrangé ce mariage, il s’informe à peine d’Hortense, sa future épouse. On lui dit qu’elle a de beaux yeux et beaucoup d’esprit, mais Rosimond, qui considère que sa fiancée doit s’estimer heureuse qu’un homme désiré de toutes les jolies femmes de Paris et qui demeure à la cour veuille bien condescendre à l’épouser, n’en a cure. Lorsqu’il se présente à Hortense, qui est assez bien disposée envers lui, il s’adresse à elle sur un ton impertinent qui la choque : après l’avoir complimentée sur ses yeux et sur ses dentelles, il achève sa tirade par : « Quand nous marions-nous ? » Hortense décide qu’elle n’épousera pas Rosimond s’il ne change de ton. Pour compliquer le tout, une certaine Dorimène, qui était en liaison avec Rosimond, décide, quant à elle, d’empêcher le mariage projeté, car elle pense qu’un jeune homme comme Rosimond ne doit pas se marier. Comme elle est quelque peu parente de la famille d’Hortense, elle se rend chez elle, accompagnée d’un certain Dorante qu’elle a rencontré en chemin. Il n’est pas décent, dit-elle, qu’un fiancé soit toujours auprès de sa fiancée. Dorante servira donc, selon ses plans, de cavalier à Hortense, tandis que Rosimond sera le sien, à elle. Dorimène accapare alors le fiancé, ne le cède à personne et, voyant que la famille veut absolument qu’il se marie, elle lui propose de l’épouser. Rosimond, qui a eu, entre-temps, l'occasion de mieux connaitre Hortense, en est, bien qu’il ne veuille l’avouer, tombé follement amoureux, et n’a nulle envie d’épouser Dorimène. Se gardant de révéler ses sentiments envers Hortense par crainte du mauvais goût, Rosimond va jusqu’à engager Dorante, qui ne demande pas mieux, à lui faire la cour. Lorsque Hortense feint de se complaire à cette inversion des rôles, Rosimond, piqué, cherche à la reconquérir, sans toutefois quitter ses allures cavalières. Lorsque Hortense se moque de lui, il est au désespoir. Après avoir lutté quelque temps encore, il finit par demander grâce et tombe aux pieds d’Hortense en la suppliant d’oublier ses folies. Dorimène réclame alors, devant tout le monde, la main de Rosimond, mais Hortense déclare qu’elle le prend pour mari, puisqu’il assure qu’il est corrigé.

## Recréation en 2016
En 2016, Clément Hervieu-Léger décide de recréer la pièce de Marivaux : la troisième représentation a lieu le lundi 5 décembre, soit près de 300 ans après les deux seules représentations données en 1734 à la Comédie-Française. Le metteur en scène explique : « Marivaux écrit la pièce pour les comédiens français. La première représentation se passe très mal, il y a une cabale, Marivaux a des ennemis, Voltaire d'un côté, Crébillon (dramaturge très connu à l'époque) de l'autre, la pièce est un échec et ne sera jouée que deux fois. [...] La pièce est d'une violence incroyable envers la société du XVIIIe siècle et l'aristocratie, on sent poindre des accents quasi révolutionnaires. »

### Équipe artistique
- Mise en scène : Clément Hervieu-Léger
- Scénographie : Éric Ruf
- Costumes : Caroline de Vivaise
- Lumières : Bertrand Couderc
- Musique originale : Pascal Sangla
- Son : Jean-Luc Ristord
- Maquillages et coiffures : David Carvalho Nunes
- Collaboration artistique : Frédérique Plain
- Assistante à la scénographie : Dominique Schmitt

### Distribution
- Florence Viala : Dorimène
- Loïc Corbery : Rosimond, fils de la marquise
- Adeline d’Hermy : Marton, suivante d’Hortense
- Pierre Hancisse : Dorante, ami de Rosimond (lors de la captation de 2018 en Salle Richelieu ce rôle a été repris par Clément Hervieu-Léger)
- Claire de La Rüe du Can : Hortense, fille du comte
- Didier Sandre : le Comte, père d’Hortense
- Christophe Montenez : Frontin, valet de Rosimond
- Dominique Blanc : la Marquise
- Ji Su Seong : Suivante de Dorimène (lors de la captation de 2018 en Salle Richelieu le rôle a été repris par Aude Rouanet)